# Pogostemon lythroides
Pogostemon lythroides là một loài thực vật có hoa trong họ Hoa môi. Loài này được (Diels) Press miêu tả khoa học đầu tiên năm 1982.